# Ernestviller
Ernestviller (deutsch Ernstweiler) ist eine französische Gemeinde mit 506 Einwohnern (Stand 1. Januar 2022) im Département Moselle in der Region Grand Est (bis 2015 Lothringen). Sie gehört zum Arrondissement Sarreguemines, zum Kanton Sarralbe und zum Gemeindeverband Sarreguemines Confluences. 

## Geographie
Die Gemeinde befindet sich in Lothringen, sieben Kilometer südwestlich von Saargemünd nah an der Grenze zum Saarland. Zur Gemeinde gehört der Ortsteil Heckenransbach.

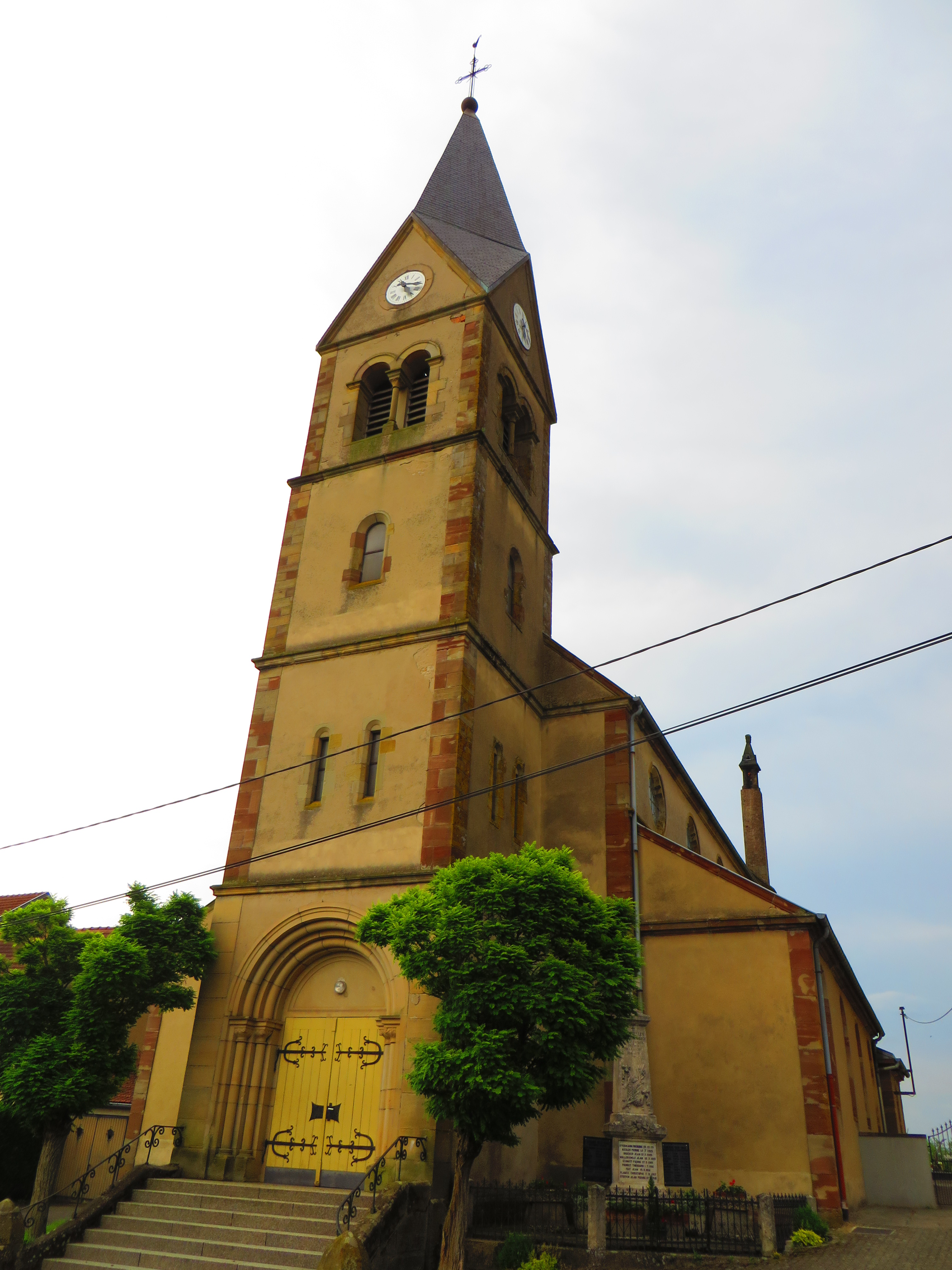
Dorfkirche Ernstweiler (Aufnahme 2018)

## Geschichte
Die Ortschaft gehörte früher zur Herrschaft Püttlingen. Die Gemeinde wurde 1603 durch die Inhaber der Herrschaft Püttlingen, Graf Ernst von Mansfeld und seine Frau Juliana, eine geborene Wild und Rheingräfin, gegründet und nach ihm benannt. Zur Gemeinde Ernstweiler gehört das südöstlich davon gelegene Heckenransbach, das schon 1196 als Ransbach erwähnt wird und hälftig zu Püttlingen und Blieskastel gehört hatte, mit einer Kapelle.
Durch den Frankfurter Frieden vom 10. Mai 1871 kam die Region an das deutsche Reichsland Elsaß-Lothringen, und das Dorf wurde dem Kreis Forbach im Bezirk Lothringen zugeordnet. Die Dorfbewohner betrieben Getreidebau und Viehzucht. Nach dem Ersten Weltkrieg musste die Region aufgrund der Bestimmungen des Versailler Vertrags 1919 an Frankreich abgetreten werden und wurde Teil des Département Moselle. 
Im Zweiten Weltkrieg war die Region von der deutschen Wehrmacht besetzt.

### Bevölkerungsentwicklung
| Jahr      | 1962 | 1968 | 1975 | 1982 | 1990 | 1999 | 2009 | 2019 |
| Einwohner | 321  | 342  | 355  | 506  | 527  | 509  | 519  | 513  |

## Sehenswürdigkeiten
- Kirche Saint-Michel von 1910
- Kirche Notre-Dame-de-la-Visitation (Mariä Heimsuchung) im Ortsteil Heckenransbach aus dem 15. Jahrhundert (Monument historique)

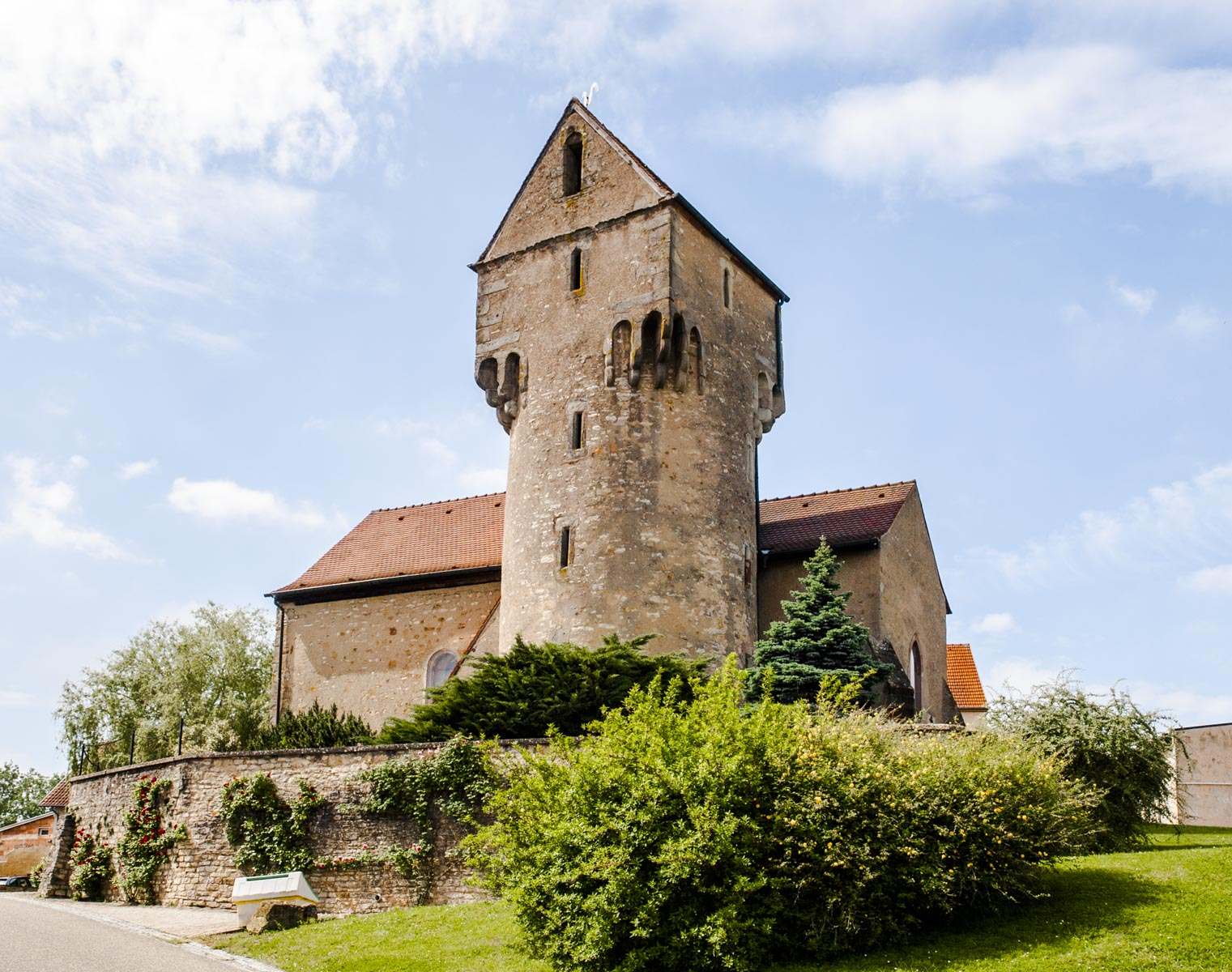
Kirche Mariä Heimsuchung in Heckenransbach